# 1329 км (колійний пост)
1329 кілометр — колійний пост Одеської дирекції Одеської залізниці на лінії Роздільна I — Подільськ.
Розташований у селі Соболівка, Подільський район, Одеської області між станціями Подільськ (7 км) та Чубівка (5 км).
Станом на початок 2018 р. на платформі не зупиняються приміські поїзди.